# Lozuvatka, Șpola
Lozuvatka (în ucraineană Лозуватка) este localitatea de reședință a comunei Lozuvatka din raionul Șpola, regiunea Cerkasî, Ucraina.

## Demografie
Componența lingvistică a localității Lozuvatka
     Ucraineană (97,77%)
     Rusă (1,19%)
     Alte limbi (0,08%)
Conform recensământului din 2001, majoritatea populației localității Lozuvatka era vorbitoare de ucraineană (97,77%), existând în minoritate și vorbitori de rusă (1,19%).